# Stephanie Glaser

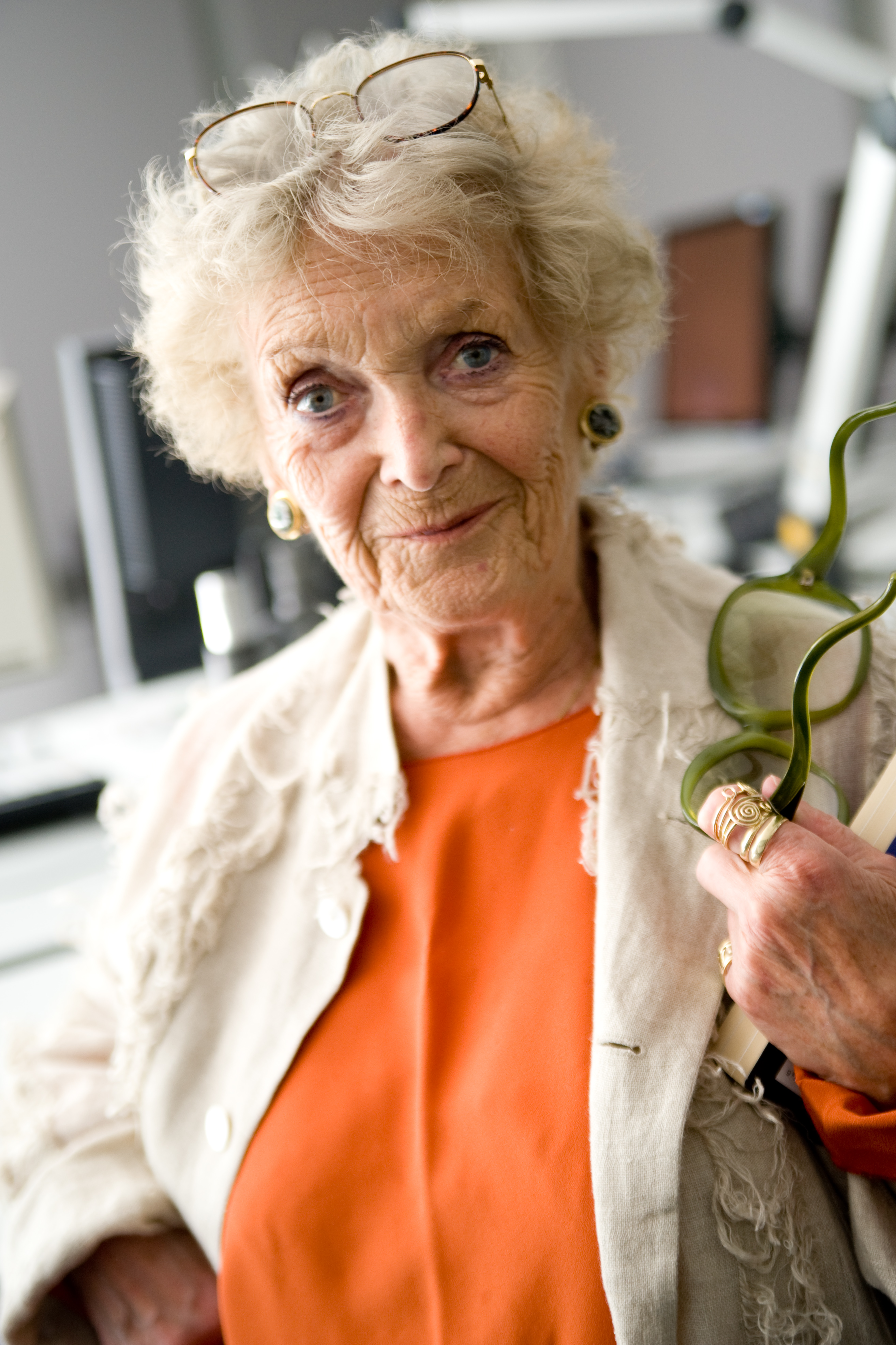
Stephanie Glaser bei einem Besuch bei Radio Pilatus in Luzern im Juni 2009

Stephanie Glaser (* 22. Februar 1920 in Neuenburg; † 14. Januar 2011 in Zollikerberg) war eine Schweizer Schauspielerin.

## Leben
Stephanie Glasers Eltern waren Hoteliers. Sie wuchs in Bern auf und besuchte dort die Schule.
Glaser bildete sich am Reinhardt-Seminar in Wien zur Schauspielerin aus und erhielt danach Engagements an verschiedenen Theatern in der Schweiz und in Deutschland. Sie wurde Mitglied der Cabarets Floigefänger und Fédéral, und an der Seite von Walter Roderer entwickelte sie sich zu einer der grossen Volksschauspielerinnen der Schweiz.
Glaser wurde auch bekannt durch ihre Rollen in den Gotthelf-Verfilmungen Uli der Knecht sowie Uli der Pächter. Beliebt beim Schweizer Fernsehpublikum wurde sie aber besonders zwischen 1974 und 1981 mit ihrer Rolle als «Tante Elise» mit ihrem Goldfisch «Traugottli» in der Fernsehshow Teleboy von Kurt Felix. Danach spielte sie in den Fernsehserien Motel und Die Direktorin mit.
2006 erhielt sie mit 86 Jahren ihre erste Hauptrolle im Kinofilm Die Herbstzeitlosen.
Sie lebte in Zürich-Witikon und starb am 14. Januar 2011 im Alter von 90 Jahren im Spital Zollikerberg.

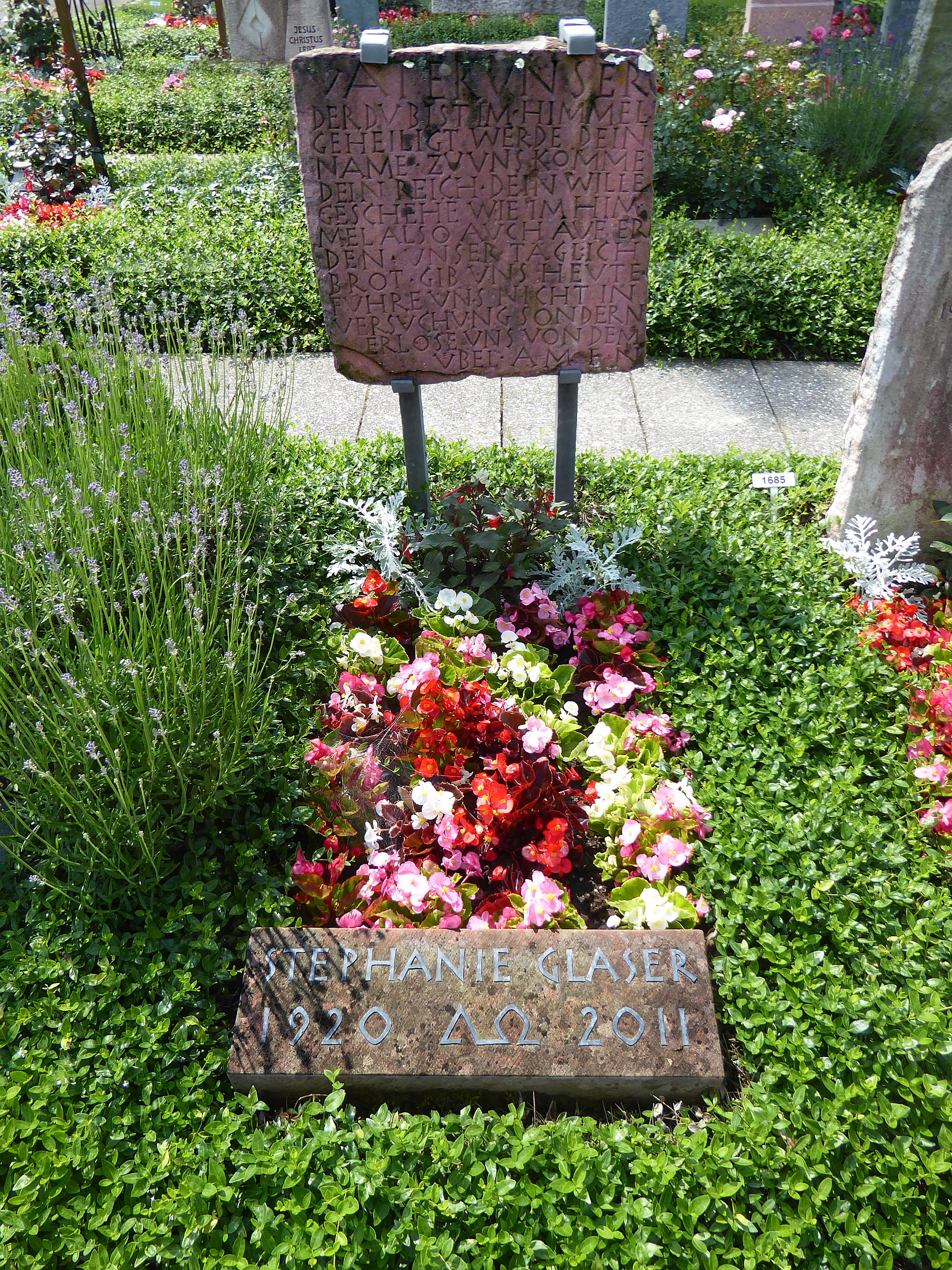
Grab auf dem Friedhof Witikon

## Filmografie (Auswahl)
- 1954: Uli der Knecht
- 1955: … Und ewig ruft die Heimat (Uli der Pächter)
- 1955: Polizischt Wäckerli
- 1957: Taxichauffeur Bänz
- 1969: Das Go-Go-Girl vom Blow-Up
- 1970: Pfarrer Iseli
- 1984: Motel (Fernsehserie)
- 1988: Klassezämekunft
- 1989: Leo Sonnyboy
- 1990: Der Tod zu Basel
- 1994–1995: Die Direktorin (Fernsehserie)
- 2000: Komiker
- 2001: Spital in Angst
- 2001: Birdseye
- 2004: Sternenberg
- 2005: Mein Name ist Eugen
- 2006: Die Herbstzeitlosen
- 2008: Tandoori Love
- 2008: Nur ein Sommer[3]
- 2008: Hunkeler und der Fall Livius (TV)
- 2008: Das Fräuleinwunder
- 2011: Alles eis Ding
- 2011: Mord hinterm Vorhang

## Auszeichnungen
- 2006: Spezial-Leoparden des Filmfestival Locarno
- 2006: SwissAward in der Kategorie Kultur
- 2006: Prix Walo